# Wereldbeker snowboarden 2011/2012
De wereldbeker snowboarden 2011/2012 (officieel: FIS World Cup Snowboard 2011/2012) begon op 28 augustus 2011 in het Nieuw-Zeelandse Cardrona en eindigde op 17 maart 2012 in het Italiaanse Valmalenco.

## Mannen

### Uitslagen
Legenda
- PGS = Parallelreuzenslalom
- PSL = Parallelslalom
- SBX = Snowboardcross
- HP = Halfpipe
- SBS = Slopestyle
- BA = Big air

| Datum      | Plaats             | Onderdeel   | Eerste                                     | Tweede                                             | Derde                                        |
| ---------- | ------------------ | ----------- | ------------------------------------------ | -------------------------------------------------- | -------------------------------------------- |
| 28/08/2011 | Cardrona           | HP          | Janne Korpi                                | Zhang Yiwei                                        | Dimi de Jong                                 |
| 13/10/2011 | Landgraaf          | PSL         | Roland Fischnaller                         | Aaron March                                        | Andreas Prommegger                           |
| 29/10/2011 | Londen             | BA          | Janne Korpi                                | Seppe Smits                                        | Joris Ouwerkerk                              |
| 03/11/2011 | Saas-Fee           | HP          | Iouri Podladtchikov                        | Ryo Aono                                           | Janne Korpi                                  |
| 12/11/2011 | Barcelona          | BA          | Afgelast                                   | Afgelast                                           | Afgelast                                     |
| 19/11/2011 | Stockholm          | BA          | Niklas Mattsson                            | Michael Macho                                      | Aleksej Sobolev                              |
| 15/12/2011 | Telluride          | PGS         | Benjamin Karl                              | Andreas Prommegger                                 | Simon Schoch                                 |
| 16/12/2011 | Telluride          | SBX         | Pierre Vaultier                            | Christopher Robanske                               | Nick Baumgartner                             |
| 17/12/2011 | Telluride          | SBX (teams) | Frankrijk Pierre Vaultier Xavier de le Rue | Verenigde Staten Jonathan Cheever Nick Baumgartner | Noorwegen Joachim Havikhagen Stian Sivertzen |
| 17/12/2011 | Ruka               | HP          | Markus Malin                               | Steve Krijbolder                                   | Aleksi Kumpulainen                           |
| 21/12/2011 | Carezza            | PGS         | Roland Fischnaller                         | Benjamin Karl                                      | Rok Flander                                  |
| 22/12/2011 | Carezza            | PSL         | Benjamin Karl                              | Simon Schoch                                       | Siegfried Grabner                            |
| 13/01/2012 | Jauerling          | PSL         | Andreas Prommegger                         | Andrej Sobolev                                     | Roland Fischnaller                           |
| 15/01/2012 | Bad Gastein        | PSL         | Roland Fischnaller                         | Aaron March                                        | Rok Flander                                  |
| 19/01/2012 | Veysonnaz          | SBX         | Andrej Boldikov                            | Nate Holland                                       | Pierre Vaultier                              |
| 22/01/2012 | Veysonnaz          | SBX         | Nate Holland                               | Markus Schairer                                    | Emanuel Perathoner                           |
| 28/01/2012 | Sudelfeld          | PGS         | Siegfried Grabner                          | Lukas Mathies                                      | Andreas Prommegger                           |
| 04/02/2012 | Jasná              | SBS         | Afgelast                                   | Afgelast                                           | Afgelast                                     |
| 08/02/2012 | The Blue Mountains | SBX         | Pierre Vaultier                            | David Speiser                                      | Nick Baumgartner                             |
| 21/02/2012 | Stoneham           | SBX         | Pierre Vaultier                            | Nikolaj Oljoenin                                   | Jonathan Cheever                             |
| 22/02/2012 | Stoneham           | PGS         | Andreas Prommegger                         | Manuel Veith                                       | Nevin Galmarini                              |
| 23/02/2012 | Stoneham           | HP          | Nathan Johnstone                           | Taku Hiraoka                                       | Janne Korpi                                  |
| 25/02/2012 | Stoneham           | BA          | Antoine Truchon                            | Petja Piiroinen                                    | Matts Kulisek                                |
| 26/02/2012 | Stoneham           | SBS         | Dimi de Jong                               | Jonathan Versteeg                                  | Maxence Parrot                               |
| 02/03/2012 | Bardonecchia       | HP          | Afgelast                                   | Afgelast                                           | Afgelast                                     |
| 04/03/2012 | Bardonecchia       | SBS         | Afgelast                                   | Afgelast                                           | Afgelast                                     |
| 03/03/2012 | Moskou             | PSL         | Roland Fischnaller                         | Simon Schoch                                       | Andreas Prommegger                           |
| 10/03/2012 | La Molina          | PGS         | Andreas Prommegger                         | Simon Schoch                                       | Benjamin Karl                                |
| 14/03/2012 | Valmalenco         | SBX         | Stian Sivertzen                            | Alex Tuttle                                        | Tony Ramoin                                  |
| 16/03/2012 | Valmalenco         | SBX         | Konstantin Schad                           | Andrej Boldikov                                    | Lluis Marin Tarroch                          |
| 17/03/2012 | Valmalenco         | PGS         | Roland Fischnaller                         | Manuel Veith                                       | Ingemaar Walder                              |

### Eindstanden
| Algemeen klassement freestyle (BA/HP/SBS) |                         |      |        |
| #                                         | Naam                    | Land | Punten |
| 1                                         | Janne Korpi             | FIN  | 3990   |
| 2                                         | Dimi de Jong            | NED  | 2940   |
| 3                                         | Petja Piiroinen         | FIN  | 1520   |
| 4                                         | Nathan Johnstone        | AUS  | 1500   |
| 5                                         | Taku Hiraoka            | JPN  | 1295   |
| 6                                         | Niklas Mattsson         | SWE  | 1160   |
| 7                                         | Markus Malin            | FIN  | 1150   |
| 8                                         | Antoine Truchon         | CAN  | 1123   |
| 9                                         | Aleksej Sobolev         | RUS  | 1120   |
| 10                                        | Clemens Schattschneider | AUT  | 1060   |

| Halfpipe |                  |      |        |
| #        | Naam             | Land | Punten |
| 1        | Janne Korpi      | FIN  | 2200   |
| 2        | Nathan Johnstone | AUS  | 1500   |
| 3        | Dimi de Jong     | NED  | 1360   |
| 4        | Taku Hiraoka     | JPN  | 1295   |
| 5        | Markus Malin     | FIN  | 1150   |

| Big air |                 |      |        |
| #       | Naam            | Land | Punten |
| 1       | Janne Korpi     | FIN  | 1520   |
| 2       | Petja Piiroinen | FIN  | 1280   |
| 3       | Niklas Mattsson | SWE  | 1160   |
| 4       | Antoine Truchon | CAN  | 1078   |
| 5       | Aleksej Sobolev | RUS  | 1050   |

| Slopestyle |                   |      |        |
| #          | Naam              | Land | Punten |
| 1          | Dimi de Jong      | NED  | 1000   |
| 2          | Jonathan Versteeg | CAN  | 800    |
| 3          | Maxence Parrot    | CAN  | 600    |
| 4          | Ville Uotila      | FIN  | 500    |
| 5          | Craig McMorris    | CAN  | 450    |

| Parallel (PGS/PSL) |                    |      |        |
| #                  | Naam               | Land | Punten |
| 1                  | Andreas Prommegger | AUT  | 6950   |
| 2                  | Roland Fischnaller | ITA  | 6930   |
| 3                  | Benjamin Karl      | AUT  | 5506   |
| 4                  | Simon Schoch       | SUI  | 4686   |
| 5                  | Siegfried Grabner  | AUT  | 3880   |
| 6                  | Aaron March        | ITA  | 3740   |
| 7                  | Patrick Bussler    | GER  | 3040   |
| 8                  | Rok Flander        | SLO  | 3030   |
| 9                  | Nevin Galmarini    | SUI  | 3000   |
| 10                 | Manuel Veith       | AUT  | 2982   |

| Snowboardcross |                  |      |        |
| #              | Naam             | Land | Punten |
| 1              | Pierre Vaultier  | FRA  | 3852   |
| 2              | Andrej Boldikov  | RUS  | 2930   |
| 3              | Nate Holland     | USA  | 2340   |
| 4              | Konstantin Schad | GER  | 2306   |
| 5              | David Speiser    | GER  | 2250   |
| 6              | Stian Sivertzen  | NOR  | 2210   |
| 7              | Nick Baumgartner | USA  | 2180   |
| 8              | Markus Schairer  | AUT  | 2030   |
| 9              | Tony Ramoin      | FRA  | 1995   |
| 10             | Nikolaj Oljoenin | RUS  | 1900   |

## Vrouwen

### Uitslagen
Legenda
- PGS = Parallelreuzenslalom
- PSL = Parallelslalom
- SBX = Snowboardcross
- HP = Halfpipe
- SBS = Slopestyle

| Datum      | Plaats             | Onderdeel   | Eerste                                          | Tweede                                 | Derde                                                       |
| ---------- | ------------------ | ----------- | ----------------------------------------------- | -------------------------------------- | ----------------------------------------------------------- |
| 28/08/2011 | Cardrona           | HP          | Cai Xuetong                                     | Holly Crawford                         | Ursina Haller                                               |
| 13/10/2011 | Landgraaf          | PSL         | Fränzi Mägert-Kohli                             | Jekaterina Toedegesjeva                | Marion Kreiner                                              |
| 03/11/2011 | Saas-Fee           | HP          | Queralt Castellet                               | Sophie Rodriguez                       | Ursina Haller                                               |
| 15/12/2011 | Telluride          | PGS         | Julia Dujmovits                                 | Fränzi Mägert-Kohli                    | Amelie Kober                                                |
| 16/12/2011 | Telluride          | SBX         | Lindsey Jacobellis                              | Dominique Maltais                      | Déborah Anthonioz                                           |
| 17/12/2011 | Telluride          | SBX (teams) | Frankrijk Nelly Moenne-Loccoz Déborah Anthonioz | Canada Dominique Maltais Maëlle Ricker | Verenigde Staten Lindsey Jacobellis Callan Chythlook-Sifsof |
| 17/12/2011 | Ruka               | HP          | Lucile Lefevre                                  | Emma Bernard                           | Ella Suitiala                                               |
| 21/12/2011 | Carezza            | PGS         | Caroline Calvé                                  | Amelie Kober                           | Marion Kreiner                                              |
| 22/12/2011 | Carezza            | PSL         | Patrizia Kummer                                 | Isabella Laböck                        | Anke Karstens                                               |
| 13/01/2012 | Jauerling          | PSL         | Patrizia Kummer                                 | Jekaterina Toedegesjeva                | Marion Kreiner                                              |
| 15/01/2012 | Bad Gastein        | PSL         | Patrizia Kummer                                 | Julie Zogg                             | Marion Kreiner                                              |
| 19/01/2012 | Veysonnaz          | SBX         | Lindsey Jacobellis                              | Aleksandra Jekova                      | Dominique Maltais                                           |
| 22/01/2012 | Veysonnaz          | SBX         | Lindsey Jacobellis                              | Dominique Maltais                      | Aleksandra Jekova                                           |
| 28/01/2012 | Sudelfeld          | PGS         | Amelie Kober                                    | Marion Kreiner                         | Jekaterina Toedegesjeva                                     |
| 04/02/2012 | Jasná              | SBS         | Afgelast                                        | Afgelast                               | Afgelast                                                    |
| 08/02/2012 | The Blue Mountains | SBX         | Dominique Maltais                               | Aleksandra Jekova                      | Maëlle Ricker                                               |
| 21/02/2012 | Stoneham           | SBX         | Maëlle Ricker                                   | Nelly Moenne-Loccoz                    | Déborah Anthonioz                                           |
| 22/02/2012 | Stoneham           | PGS         | Jekaterina Toedegesjeva                         | Julia Dujmovits                        | Julie Zogg                                                  |
| 23/02/2012 | Stoneham           | HP          | Cai Xuetong                                     | Li Shuang                              | Haruna Matsumoto                                            |
| 26/02/2012 | Stoneham           | SBS         | Charlotte van Gils                              | Brooke Voigt                           | Breanna Stangeland                                          |
| 02/03/2012 | Bardonecchia       | HP          | Afgelast                                        | Afgelast                               | Afgelast                                                    |
| 04/03/2012 | Bardonecchia       | SBS         | Afgelast                                        | Afgelast                               | Afgelast                                                    |
| 03/03/2012 | Moskou             | PSL         | Patrizia Kummer                                 | Julia Dujmovits                        | Julie Zogg                                                  |
| 10/03/2012 | La Molina          | PGS         | Patrizia Kummer                                 | Amelie Kober                           | Julie Zogg                                                  |
| 14/03/2012 | Valmalenco         | SBX         | Maëlle Ricker                                   | Aleksandra Jekova                      | Nelly Moenne-Loccoz                                         |
| 16/03/2012 | Valmalenco         | SBX         | Jacqueline Hernandez                            | Nelly Moenne-Loccoz                    | Zoe Gillings                                                |
| 17/03/2012 | Valmalenco         | PGS         | Amelie Kober                                    | Patrizia Kummer                        | Julia Dujmovits                                             |

### Eindstanden
| Algemeen klassement freestyle (HP/SBS) |                    |      |        |
| #                                      | Naam               | Land | Punten |
| 1                                      | Cai Xuetong        | CHN  | 2000   |
| 2                                      | Queralt Castellet  | ESP  | 1580   |
| 3                                      | Emma Bernard       | FRA  | 1320   |
| 4                                      | Li Shuang          | CHN  | 1300   |
| 5                                      | Lucile Lefevre     | FRA  | 1290   |
| 6                                      | Sophie Rodriguez   | FRA  | 1250   |
| 7                                      | Ursina Haller      | SUI  | 1200   |
| 8                                      | Haruna Matsumoto   | JPN  | 1050   |
| 9                                      | Charlotte van Gils | NED  | 1000   |
| 10                                     | Mirabelle Thovex   | FRA  | 870    |

| Halfpipe |                   |      |        |
| #        | Naam              | Land | Punten |
| 1        | Cai Xuetong       | CHN  | 2000   |
| 2        | Queralt Castellet | ESP  | 1580   |
| 3        | Emma Bernard      | FRA  | 1320   |
| 4        | Li Shuang         | CHN  | 1300   |
| 5        | Lucile Lefevre    | FRA  | 1290   |

| Slopestyle |                    |      |        |
| #          | Naam               | Land | Punten |
| 1          | Charlotte van Gils | NED  | 1000   |
| 2          | Brooke Voigt       | CAN  | 800    |
| 3          | Breanna Stangeland | CAN  | 600    |
| 4          | Christina Gruber   | AUT  | 500    |
| 5          | Shelly Gotlieb     | NZL  | 450    |

| Parallel (PGS/PSL) |                         |      |        |
| #                  | Naam                    | Land | Punten |
| 1                  | Patrizia Kummer         | SUI  | 6840   |
| 2                  | Amelie Kober            | GER  | 6180   |
| 3                  | Julia Dujmovits         | AUT  | 5400   |
| 4                  | Marion Kreiner          | AUT  | 5310   |
| 5                  | Jekaterina Toedegesjeva | RUS  | 5070   |
| 6                  | Julie Zogg              | SUI  | 4330   |
| 7                  | Fränzi Mägert-Kohli     | SUI  | 4300   |
| 8                  | Isabella Laböck         | GER  | 3470   |
| 9                  | Claudia Riegler         | AUT  | 3060   |
| 10                 | Tomoka Takeuchi         | JPN  | 2902   |

| Snowboardcross |                      |      |        |
| #              | Naam                 | Land | Punten |
| 1              | Dominique Maltais    | CAN  | 4200   |
| 2              | Maëlle Ricker        | CAN  | 3950   |
| 3              | Aleksandra Jekova    | BUL  | 3760   |
| 4              | Nelly Moenne-Loccoz  | FRA  | 3460   |
| 5              | Lindsey Jacobellis   | USA  | 3000   |
| 6              | Zoe Gillings         | GBR  | 2600   |
| 7              | Déborah Anthonioz    | FRA  | 2270   |
| 8              | Chloé Trespeuch      | FRA  | 2230   |
| 9              | Jacqueline Hernandez | USA  | 1780   |
| 10             | Yuka Fujimori        | JPN  | 1650   |